# Submarine (película)
Submarine es una película de tinte tragicómico estrenada en el año 2010, basada en el libro homónimo de 2008 de Joe Dunthorne, la cual cuenta la historia del joven Oliver Tate quien vive una adolescencia problemática. El filme fue escrito y dirigido por Richard Ayoade, y protagonizado por Craig Roberts, Yasmin Paige, Sally Hawkins, Noah Taylor y Paddy Considine. Submarine significó el debut de Ayoade como director.

## Argumento
Oliver Tate (Interpretado por Craig Roberts) es un muchacho de 15 años que vive en Swansea y está enamorado de su compañera de clase, Jordana (Yasmin Paige). Cuando Jordana descubre que le gusta a Oliver, lo invita a una cita secreta después de clases, en donde saca fotos de ambos besándose, con el fin de poner celoso a su exnovio. El plan de Jordana falla, pero tiempo después ella y Oliver comienzan una relación sentimental.
En paralelo, Oliver comienza a preocuparse por sus padres cuando nota que empiezan a sufrir una crisis matrimonial. Su padre, Lloyd (Noah Taylor), está deprimido por la situación y por su cesantía. Mientras, un gurú especialista en autoayuda de nombre Graham (Paddy Considine), quien también es un exnovio de la madre de Oliver, Jill (Sally Hawkins), se ha instalado en el barrio convirtiéndose en vecino de la familia Tate. Oliver sospecha que hay una infidelidad entre su madre y Graham, y se obsesiona con ello. 
La relación entre Oliver y Jordana crece, pero en un momento se entera de que la madre de su novia posee un tumor cerebral que amenaza con terminar su vida en cualquier instante. En la cena de Navidad en la casa de Jordana, a la cual Oliver es invitado, el muchacho es testigo del drama que sufre la familia. Inquieto, Oliver descubre que aquella Jordana que ama representa un riesgo emocional debido a los eventos sentimentales que le afectan y pueden "hacerla dulzona (sentimentalmente) por dentro". Decide dejar de tener contacto con ella.
Oliver, pensando que su madre y Graham tienen una relación sentimental, intenta arreglar el matrimonio de sus padres. Cuando estaba buscando a su madre en la playa, ve a Jordana pasando el rato con otro muchacho. Con el corazón destrozado, Oliver corre a casa, pero en el camino se encuentra con su madre y Graham, y asume lo peor. Enrabiado, entra en la casa del gurú, se emborracha y causa pequeños destrozos en el interior. Cuando Graham vuelve, se encuentra a Oliver en el suelo de su habitación, y sin armar paripé lo devuelve a su casa. A la mañana siguiente, Oliver despierta viendo que sus padres no están enojados con él y totalmente reconciliados. 
Oliver recuerda con amargura la pérdida de su amor, Jordana. Se deprime por semanas, hasta que cree verla en la playa. Corre hacia ella y le explica su actuar. Jordana le hace entender que ahora no tiene un nuevo novio. Juntos, terminan caminando hacia el interior del mar sonriendo. La película termina con un mensaje ambiguo.

## Reparto
- Craig Roberts como Oliver Tate.
- Yasmin Paige como Jordana Bevan.
- Sally Hawkins como Jill Tate.
- Noah Taylor como Lloyd Tate.
- Paddy Considine como Graham Purvis.
- Gemma Chan como Kim-Lin.
- Steffan Rhodri como Mr. Davey
- Melanie Walters como Judie Bevan.

## Producción
La película fue producida por Warp Films y Film4. Las grabaciones comenzaron el 26 de octubre de 2009 y finalizaron en diciembre del mismo año. Andrew Hewitt compuso la banda sonora, y el vocalista de la banda británica Arctic Monkeys, Alex Turner contribuyó al trabajo con 5 canciones.

### Casting
Cerca de 100 actores enviaron vídeos audicionando para los papeles de Oliver, Jordana y Chips. El actor Michael Sheen y la participante de X Factor (versión británica), Lucie Jones, habían sido elegidos inicialmente para los papeles de la película, sin embargo fueron cambiados por otros participantes del casting.

## Lanzamiento
El filme se estrenó en el 35º Festival Internacional de Cine de Toronto en septiembre de 2010. Siguiendo la tónica de una positiva recepción por parte del público, la compañía cinematográfica The Weinstein Company la estrenó en Norteamérica. La película fue exhibida también en la 54.ª versión del Festival de Cine de Londres en octubre de 2010 y en el 27º Festival de Cine Sundance en enero de 2011; aquella vez la película estaba fuera de competencia. Otro festival en el que Submarine fue estrenada fue en el 61.er Festival Internacional de Cine de Berlín, reproducida junto a más de 400 filmes en febrero de 2011. En el Reino Unido fue estrenada a nivel general el 18 de marzo de ese mismo año.

## Recepción
La cinta recibió críticas positivas y la calificación de la web Rotten Tomatoes de un 87% como "Certified Fresh". El consenso de la crítica dice que la película es "divertida, estilosa, y cuadra perfecto con la verdad del drama adolescente. Submarine señala a Richard Ayoade con un talento sin igual".
El crítico de cine Roger Ebert le dio al filme una calificación de 3/4 estrellas, argumentando que "Submarine no es una insípida comedia sexual adolescente. Hace alarde de utilizar ciertos elementos estéticos, como títulos en pantalla, división en capítulos y una autonarrativa, pero no intenta en exceso ser desesperadamente inteligente. Es un desenvuelto trabajo del primerizo director Richard Ayoade, cuyo propósito creo que es capturar aquel preciado instante de la vida adolescente en la que el idealismo nos guía hacia situaciones experimentales. Craig Roberts y Yasmin Paige son enormemente agradables en los roles que representan, por lo que se ganan nuestra empatía y nos hacen caer en la cuenta de que muchas películas sobre jóvenes adolescentes son filtradas a través de la sensibilidad de mentes más críticas".